# Manutenzione migliorativa
La Manutenzione migliorativa, detta anche manutenzione proattiva, è una politica di manutenzione che prevede un intervento di revisione, finalizzato a migliorare il valore o la prestazione di un sistema o di una parte di esso. L'azione manutentiva non è subordinata a malfunzionamenti ma deriva da esigenze di miglioramento espresse sia dall'utilizzatore sia dal manutentore.
Il termine Manutenzione migliorativa si contrappone al termine Manutenzione correttiva, concettualmente è esattamente l'opposto. Dove per manutenzione correttiva si intendono l'insieme di azioni manutentive che non concorrono ad aumentare il valore del sistema né a migliorarne le prestazioni, ma semplicemente ripristinano lo stato originale. 
Nella Manutenzione migliorativa, l'azione manutentiva concorre invece ad aumentare il valore del sistema e/o a migliorarne le prestazioni, e per questo è da considerare la più squisitamente manutentiva delle politiche.
Fin da quando il manutentore riceve in carico l'impianto appena installato ed avviato, non smette mai di pensare a dove sia possibile migliorarne la prestazione, in quello che viene anche detto processo di miglioramento continuo.
La qualità delle azioni migliorative e la loro necessità, discende dal fatto che molti mezzi utilizzati dall'industria per produrre sono realizzati a livello prototipale o in piccolissime serie e conseguentemente il progetto di questi sistemi, in genere relativamente complessi, non è qualitativamente paragonabile con il progetto di sistemi fortemente serializzati (come l'automobile), seppur altrettanto complessi, dove il progetto subisce numerose revisioni ricevendo feed-back dalla messa in opera di un certo numero di prototipi (nell'ordine della decina e fino al centinaio per sistemi che dovranno raggiungere il milione di esemplari).
Per questo, almeno a livello industriale, o in quei settori dove si riscontrano sistemi dalle caratteristiche analoghe (complessità unita a bassissima serializzazione), la Manutenzione migliorativa è così importante al punto che è uno degli elementi centrali della Total Productive Maintenance.
Specie nello sviluppo software la metodica è anche denominata "manutenzione evolutiva" (in inglese enhancement maintenance).